# 100億の男
『100億の男』（ひゃくおくのおとこ）は、国友やすゆきによる日本の漫画作品。『ビッグコミックスピリッツ』（小学館）にて、1993年26号から1996年11号まで連載された。また、これを原作とした関西テレビ制作のテレビドラマが1995年に放送された。

## 概要
平凡なサラリーマン、富沢琢矢は恋人の広瀬和美と将来を誓っていた。しかし、ある日久我山財閥のトップで莫大な財力と権力を有する久我山天善に、蒸発した母の連帯保証人として100億の借金を背負わされる。この時から琢矢の地獄と久我山天善を相手取った戦いが始まった。そんな琢矢の前に若くして華僑のトップに立つヤン・メイチュワン、おきゃんな前島マリエに、行動的な美村奈緒子、怜悧な速見香織、天善の娘の久我山沙貴など、多彩な女性がビジネスのパートナーや敵となり、最終的には金融業界を巻き込んだ経済改革の話となる。作者の経歴を活かした弱肉強食のマネー戦争が主軸だが、数々の女性が主人公の富沢琢矢と絡んでいくのも特徴。

## 登場人物
富沢琢矢（とみざわ たくや）
本作の主人公。蒸発した母、由江の連帯保証人になったばかりに、久我山天善に人生を100億で売ってしまう。100億の価値のある男になろうと志す。
天善との係わり合いの中で、次第に大きく成長していく。28歳にして社長にも就く。
和美の新しい結婚相手に彼女のことを託す。
最終回で天善との一対一の対話に臨み、久我山財閥にまつわる全てを聞かされた後、「どうするかはお前次第だ」と天善に選択を託され、自社ビルに入っていく所で物語が完結する。
久我山沙貴（くがやま さき）
天善の娘。高慢がスーツを着こなして歩いているような女性だが、見合う技量のある才女。アメリカのビジネススクールで一度しか会わなかった楊に別人のように振る舞い、権謀術数を巡らせる。その後彼女のライバルと商談を成立させ、雑誌で「経済界の若きプリンセス」と紹介される。
幼い頃より、仕事人間の父・天善にはあまり省みられず寂しい子供時代を送る。愛も信頼も不要と唾棄する。最終回で、琢矢を最低呼ばわりしながらも関係を持つ。
物語終盤、ついに長年の恨みを父にぶつけ、父と決別。最終回では久我山財閥の娘としてでなく、己の力のみで道を切り開こうとする姿が描かれた。
久我山善彦（くがやま よしひこ）
沙貴の兄。沙貴（上述）同様、父親からは省みられず寂しい子供時代を送る。アメリカで生ぬるい日本のそれと違った、戦争と言えるビジネスを学んできた。
隠し撮りされた情事が天善のパーティーで上映された上に、そこで父を出し抜こうという野望を喋ってしまったため、失脚。天善から勘当される。
楊美娟（港香子）（ヤン メイチュワン〈みなと きょうこ〉）
物語序盤より登場。ボブヘアーにしている。文化大革命や天安門事件の地獄を見てきた一族の出身。
10歳にして大学院に入り経済学を学び、首席で卒業した。同じ3月15日生まれの沙貴とは共に「東洋の奇跡」と称された、学生時代からのライバル同士である。若くして総経理（社長）を務め、あらゆる分野のことで教えを乞われる。人徳もあり、「超スーパーレディ」と称される。
のちに、琢矢と恋仲になる。彼は「本当に心を通わせた女性は君だけ」と言う。
久我山天善 （くがやま てんぜん）
久我山財閥の当主。指先の合図一つで東京一帯を停電させることができるだけの力を持つ。時の首相も頼りにする。琢矢の母が抱えた借金の件で、琢矢の前に現れ沙貴と結婚する事を条件に借金の帳消しを提案するが、拒絶される。大衆に対して無力な年寄りを演じる老練の知略も持つ。欲望は際限がなく、金融をも手中に収めようと謀る。
仕事一筋の冷酷な男であり、家庭を顧みる事もなくその事から善彦・沙貴兄妹からずっと恨まれていた。
物語終盤でついに沙貴から絶縁され、最終回では琢矢と一対一の対話を行う。その対話でこれまでの自分や使い潰された紙幣の行方、そして久我山財閥に関わる全てを話し、「どうするかはお前次第だ」と琢矢に選択を託した（だが、琢矢がこれをどうしたかについての去就が明かされないまま物語は完結する）。
川端圭介（かわばた けいすけ）
広瀬和美（ひろせ かずみ）
琢矢と将来を誓い合っていた恋人だったが、沙貴の策略により琢矢と別れることを促されて琢矢の借金をなくす条件で出された”本当の愛“試す試練に耐えられず、逃げた上に交通事故にあってしまう。
琢矢には死亡したと伝えられたが、その後琢矢への想いで何とか生きていたことが判明する。しかし彼は最早別次元の存在と悟った。
テレビドラマ版では琢矢から復縁を迫られるが、「住む世界が違ってしまった」と告げ、琢矢と別れた。
根本健治（ねもと けんじ）
元は天善を顧客に持つ、エリート証券マンであった。だが天善に嵌められ、職を失いホームレスとなってしまったことから激しく天善を恨んでいる。あだ名の「ショーケン」は萩原健一とは関係なく、かつて自身が証券マンであったことに由来している。琢矢と知り合ってからは、資産運用を手伝うなど、琢矢の右腕として活躍する。一蓮托生となるようなことも言った。再び妻子と暮らす目処がついてからも力添えをした。
りさ子
銀座のバーLEEのママ。黒子が色っぽい。見切った相手に冷酷。琢矢の才覚を見出す。終盤、野沢悦郎の情報を提供した。
横山正彦
新日不動産の社長で、りさ子の愛人。殊に不動産業界に大きな力を持つ天善を恐れつつ、取って代わろうとする。
村田信夫（むらた のぶお）
琢矢が一介のサラリーマンであった頃の同僚。彼がくれたなけなしの金に琢矢は恩を感じる。結果的に裏切った琢矢に凶行に及んでしまう。
前島マリエ
奔放でいて屈折した「マエジマ」の令嬢。縮毛が特徴。
母は女だてらに経済連友会に身を置いて沙貴は働く女性の鑑と評するが、自身はビジネスは分からないと言う。政略結婚をつぶすため、琢矢に芝居を頼む。母親に屈折した感情を抱き、沙貴は思うところがあった様子。女子大生ながら金銭感覚が麻痺しており、“ただのゲーム”と思う仲間内の賭け事でカモにされていた。
その強運に肖ろうと琢矢に付き人を頼んで20億の借金のため見世物の“負けないSEX”（48話のタイトルになっている）をする羽目になる。高飛びを謀る狡猾さも有する。母に程なく土地を売ったと知られ、真鍋は怒らせると怖いと言いつつ盗聴に気付かないなど、詰めの甘さも散見される。
琢矢の影響で会社を立ち上げ、終盤協力する。他の才媛に劣らぬ貢献をするが、まだギャンブル気分でいた。
真鍋政一（まなべ せいいち）
マリエ達自分と同じ金持ちの若者間の賭け事の胴元。マリエ以外の参加者にも勝ち負けを繰り返させつつ、気付かれないよう儲けていた。琢矢との株勝負に負けた後、打倒天善に協力した。
広瀬恵美子（ひろせ えみこ）
遊び人と評判の社長夫人。31歳。唇から脚に至るまで熟女の雰囲気は経験豊富な琢矢をして計略と無関係に思わず唾を飲ませる。「きれいな人」と言わしめ、マリエを不快にさせる。
黒河ちずる（くろかわ）
純心さと気概を併せ持つ建築士。仕事に関しては別人のようになる。善彦に性格をつけこまれ、利用されたことで全てに絶望。
自宅を焼いての焼身自殺を図るが、己の命を顧みずにやってきた琢矢の決死の説得によって思い止まる。
森下圭 (もりした けい)
住菱地所の事業部本部長。すれっからしの善彦の愛人。老害と見做す天善が食い物にする今の日本を快く思わず、マリエや真鍋と共に琢矢の下に駆け付けて力となる。
渡辺真由美（わたなべ まゆみ）
渡辺太造（わたなべ たいぞう）
楊国栄
篠田冴子（しのだ さえこ）
馬鹿な男が好きと語る未亡人。夫の全てであった会社の株を取っておいて、小料理屋を営む。「古狸」と称する天善を追い落とすことを琢矢に託す。
上条和明（かみじょう かずあき）
関西弁のカミジョウコーポレーション代表取締役。トラック1台で成り上がった。天善にその年寄りの時代は終わったと正面から言い放つ。
琢矢とは激闘を通じて和解し友人となったが、秘書になり済まして潜入した速見香織によって謀殺される。死の間際、最期の力を振り絞って駆け付けた琢矢に謝罪し、彼に看取られて息を引き取る。琢矢は三途の川の橋にしてあの世でもビジネスができるよう棺桶に紙幣を入れた。
速見香織（はやみ かおり）
表向きは冷静で知的なキャリアウーマン。その正体は久我山天善の秘書。
狡猾で奸智に長け、様々な者達を姦計で陥れ、邪魔者を排除するためなら己の手を汚すことも平然とこなす、冷酷非情な悪魔のごとき女。同性に辱めを与えることも何とも思わない。
琢矢と和解し友人となった上条を排除すべく、彼の秘書になり済まして潜入し、上条を謀殺。その後、何事も無かったかのように天善の元に戻っている。
美村奈緒子（みむら なおこ）
国土創成社関連の不正を追うルポライター。ショッピングも二の次にして仕事一筋のため、男の方からふられた過去がある。盗聴も得意。ボーイッシュな短髪がトレードマーク。琢矢と組み上条と闘い、琢矢を救った。
ショーケンと行動を共にするようになる。
レイチェル・ヘイズワード
ウェルネス社の研究開発部の部長（チーフ）。長髪。琢矢にアメリカ流も逆に教えられ、通じ合う。
野沢悦郎（のざわ えつろう）
成新党代表幹事。北関東通勤新線計画で天善と反目するが、琢矢の妨害が元で目論見がばれてしまい失脚。
アルバート・カーチス
世界一の穀物メジャーの7代目。楊の挺身でもたらされた偽情報を信じ、琢矢と契約を結ぶ。
張坤厚（チョウ ハンホウ）
中国の民主化組織のリーダー。楊に好意を抱く。琢也との握手を拒んだ。

## テレビドラマ
1995年7月3日から9月25日まで毎週月曜日22:00 - 22:54に、関西テレビ制作・フジテレビ系で放送された日本のテレビドラマ。
100億の借金、中国とのプロジェクト、株の仕手戦ぐらいまでは漫画とほぼ同じストーリーだが、後半の話は、当時原作が完結していなかったこともあり完全オリジナルで、ドラマ独自のキャラクターである川端（伊武雅刀）が重要な鍵となる。
視聴率は初回から苦戦しており、それを挽回すべく、8月にそれまでの総集編と見所を解説した特番が放送された（当時は他局で同様の手法で視聴率を伸ばしたドラマがあったため）。
天善の自宅として、東京都港区芝浦二丁目のモナーク田町がロケに使われている。

### キャスト
- 富沢琢矢 - 緒形直人
- 久我山沙貴 - 鷲尾いさ子
- 楊美娟（港香子） - 斉藤慶子
- 久我山天善 - 平幹二朗
- 川端圭介 - 伊武雅刀
- 広瀬和美 - 朱門みず穂
- 根本健治（ショーケン） - 田口トモロヲ
- 渡辺真由美 - 鈴木蘭々
- 渡辺太造 - 河原さぶ
- 楊国栄 - 森山周一郎
- 角田英介
- 朝岡実嶺

### スタッフ
- プロデューサー - 野田利昌、服部嘉和
- 脚本 - 山永明子
- 音楽 - 石田勝範
- 演出 - 松田秀知、村上正典、梅沢利之

### 主題歌
- TUBE「あの夏を探して」[7]

### サブタイトル
1. 香港女vsサメ女
2. あいつが欲しい!
3. 美しき残酷な罠
4. わたしを抱けば…
5. 彼女は俺が抱く!
6. 醜聞をつくれ!
7. 血ぬられた誕生日
8. 愛と憎しみの報酬
9. アジア弾丸鉄道
10. 東京の光を消す男
11. 決定!? 福岡遷都
12. 悪に魅せられた男
13. 父よ静かに眠れ!